# Erica tragulifera
Erica tragulifera är en ljungväxtart som beskrevs av Richard Anthony Salisbury. Erica tragulifera ingår i släktet klockljungssläktet, och familjen ljungväxter. Inga underarter finns listade i Catalogue of Life.